# أنجالي جوسوامي
أنجالي جوسوامي (بالإنجليزية: Anjali Goswami)‏ هو أستاذ فخري لعلم الأحياء القديمة في كلية لندن الجامعية في قسم العلوم البيولوجية وقائد أبحاث في متحف التاريخ الطبيعي في قسم علوم الحياة. وهي الرئيسة المنتخبة للجمعية اللينيانية اللندنية.

## سيرة
أمضت جوسوامي سنوات دراستها الجامعية (1998) في جامعة ميشيغان، حيث ركزت على كيفية انتقال الحيتان في وقت مبكر من الأرض إلى الماء. بعد ذلك، أمضت وقتًا في الهند في حديقة Bandhavgarh الوطنية لإجراء العمل الميداني. كما قامت بعمل ميداني في مدغشقر وتشيلي وبيرو وغرب الولايات المتحدة 
في عام 2005 حصلت جوسوامي على الدكتوراه من جامعة شيكاغو. درست أطروحتها، بعنوان تطور التكامل المورفولوجي في جمجمة الثدييات، التكامل المورفولوجي، والنمطية الظاهرية، وارتباطات الصفات التنموية في 107 نوعًا من الثدييات. هذه الأنواع الـ 107 (98 موجودة و 9 أحفورية) تشمل ممثلين عن الكظاميات والمشيمة والشقبانيات.

## المسار المهني
بعد الدكتوراه بدأت جوسوامي العمل في متحف التاريخ الطبيعي بلندن، ثم تولت منصب المحاضرة في قسم علوم الأرض في جامعة كامبريدج.
في عام 2009 أصبح جوسوامي أستاذًا لعلم الأحياء القديمة في كلية لندن الجامعية في قسم علم الوراثة والتطور والبيئة وقسم علوم الأرض. في UCL Goswami تابع أيضًا لقسم الخلية وبيولوجيا النمو. كما أنها تتولى دور الباحث الرئيسي وقائدة البحث في متحف التاريخ الطبيعي في علوم الحياة.
خارج أدوارها في UCL ومتحف التاريخ الطبيعي، Goswami هي عضو في العديد من اللجان والمشاريع والمجتمعات الأخرى. Goswami هو «عضو طليق» وجزء من اللجنة التنفيذية في جمعية علم الحفريات الفقارية. Goswami هو أيضًا المدير المشارك لمركز UCL للإيكولوجيا والتطور. وهي عضو في هيئة تحرير مجلة Biology Letters و Evolution Letters و Paleobiology.
أحد مشاريعها الحالية في متحف التاريخ الطبيعي، نهاية عصر: حل الانقراض الجماعي الطباشيري والباليوجيني في شمال غرب الأرجنتين ، ممول من الجمعية الملكية (11993 جنيهًا إسترلينيًا)  يهدف هذا المشروع إلى تحسين فهم التغيير الهائل في التنوع البيولوجي العالمي نتيجة الانقراض الجماعي للعصر الطباشيري / الباليوجيني قبل 66 مليون عام، مما وضع حدًا لهيمنة الديناصورات غير الطيرية. قامت جوسوامي بتأليف وتحرير Carnivoran Evolution وهو مجلد يستكشف أحدث الفهم العلمي للعلاقات آكلة اللحوم والأنماط البيئية والتطور الكبير.
تواصل جوسوامي تطوير عملها في تطور الفقاريات وتطورها باستخدام أحدث أدوات التصوير لإعادة بناء تطور التنوع البيولوجي نتيجة لتأثير التأثيرات البيئية واسعة النطاق خلال فترات طويلة من الزمن. إلى جانب ذلك تواصل عملها الميداني في العصر الطباشيري للهند والباليوجين في سفالبارد.

## الجوائز
- ميدالية الذكرى المئوية الثانية (2016).[23]
- وسام جمعية علم الحيوان بلندن العلمية (2017)
- هند راتان (2020)
- وسام رئيس جمعية الحفريات (2021).[24]